# Lajos Balthazár
Lajos Balthazár (ur. 30 czerwca 1921 w Budapeszcie, zm. 1 lutego 1995 tamże) – węgierski szpadzista, srebrny medalista olimpijski i trzykrotny medalista mistrzostw świata.
Na igrzyskach olimpijskich w Londynie w 1948 roku był piąty w zawodach drużynowych. Na rozgrywanych cztery lata później igrzyskach olimpijskich w Helsinkach drużynowo ponownie był piąty. Brał też udział w igrzyskach olimpijskich w Melbourne w 1956 roku Węgrzy w składzie: József Sákovics, Béla Rerrich, Lajos Balthazár, Ambrus Nagy, József Marosi i Barnabás Berzsenyi zdobyli srebrny medal. W rywalizacji indywidualnej był czwarty.
Podczas mistrzostw świata w Rzymie w 1955 zdobył brązowy medal, startując razem z Rerrichem, Berzsenyim, Marosim, Nagym i Sákovicsem. W tej samej konkurencji Węgrzy z Balthazárem w składzie zdobyli też srebrne medale na mistrzostwach świata w Paryżu (1957) i mistrzostwach świata w Filadelfii (1958).